# Gare de Brouilla
La gare de Brouilla est une gare ferroviaire française, fermée, de la ligne d'Elne à Arles-sur-Tech, située sur le territoire de la commune de Brouilla, dans le département des Pyrénées-Orientales, en région administrative Occitanie.
Elle est mise en service en 1889 par la Compagnie des chemins de fer du Midi et du Canal latéral à la Garonne (Midi) et fermée au service des voyageurs en 1940 par la Société nationale des chemins de fer français (SNCF).

## Situation ferroviaire
Établie à 54 mètres d'altitude, la gare de Brouilla est située au point kilométrique (PK) 487,232 de la ligne d'Elne à Arles-sur-Tech, entre les gares d'Elne, s'intercale la halte d'Ortaffa, et de Banyuls-dels-Aspres.

## Histoire
La gare de Brouilla est mise en service le 18 août 1889 par la Compagnie des chemins de fer du Midi et du Canal latéral à la Garonne (Midi), lorsqu'elle ouvre à l'exploitation les 24 km de la section d'Elne à Céret de sa ligne d'Elne à Arles-sur-Tech.

## Patrimoine ferroviaire
Le bâtiment voyageurs de la gare, fermé et désaffecté du service ferroviaire, est restauré en 2002 réaffecté en un meublé de tourisme dénommé : « Gîte de l'Ancienne Gare »,.